# Callitriche compressa
Callitriche compressa là một loài thực vật có hoa trong họ Mã đề. Loài này được N.E.Br. mô tả khoa học đầu tiên năm 1912.